# Coates (Gloucestershire)
Pour les articles homonymes, voir Coates.
Coates est une paroisse civile et un village du Gloucestershire, en Angleterre.